# Шевченко, Иван Афанасьевич
Иван Афанасьевич Шевченко (30 декабря 1901 года, с. Александровка № 4, Екатеринославская губерния — 17 апреля 1980 года, Москва) — советский военный деятель, генерал-майор (31 марта 1943 года).

## Начальная биография
Иван Афанасьевич Шевченко родился 30 декабря 1901 года в селе Александровка № 4 Екатеринославской губернии.

## Военная служба

### Довоенное время
20 сентября 1922 года призван в ряды РККА и направлен рядовым в 166-й стрелковый полк (56-я стрелковая дивизия, Петроградский военный округ), дислоцированный в Новгороде. Через шесть месяцев направлен на учёбу на 3-е Кронштадтские пехотные командные курсы, однако после расформирования курсов в марте 1924 года направлен в 1-й Читинский стрелковый полк (1-я Тихоокеанская стрелковая дивизия, 5-я Краснознамённая армия), дислоцированный в Чите, в составе которого служил на должностях младшего командира, командира звена, отделения, помощника командира и командиром взвода.
В мае 1925 года И. А. Шевченко удостоен звания «командир РККА» и в сентябре того же года уволен в запас и после возвращения в Днепропетровск устроился в военизированную охрану НКПС, где назначен командиром взвода. В январе 1926 года Управлением стрелковой охраны НКПС направлен на учёбу в Школу усовершенствования комсостава стрелковой охраны НКПС в Москве, после окончания которой с марта 1927 года работал в Управлении стрелковой охраны на должностях командира отдельного учебного взвода, начальника Дорожной школы младшего комсостава и командира отряда в Днепропетровске и Запорожье.
В 1930 году окончил трёхмесячные курсы переподготовки при Школе усовершенствования комсостава стрелковой охраны НКПС, а в 1931 году — трёхмесячные курсы ПВО в Ленинграде.
После преобразования военизированной стрелковой охраны НКПС в войска ОГПУ по охране железнодорожных объектов И. А. Шевченко с 1 января 1932 года служил командиром 1-го дивизиона в составе 8-го железнодорожного полка войск ОГПУ, переименованного вскоре в 28-й железнодорожный.
В декабре 1933 года И. А. Шевченко направлен на учёбу в Высшую пограничную школу НКВД в Москве, после окончания которой в июне 1935 года назначен старшим помощником начальника штаба 178-го полка войск НКВД Московского округа (Рублёво), с ноября 1937 года исполнял должность командира этого же полка с утверждением 4 июня 1938 года.
В апреле 1939 года назначен начальником 1-го отдела Главного управления войск НКВД по охране промышленности. В том же году поступил на вечерний факультет Военной академии имени М. В. Фрунзе, однако в сентябре 1940 года переведён на основной курс академии.

### Великая Отечественная война
По окончании второго курса академии в июле 1941 года назначен на должность начальника штаба 253-й стрелковой дивизии, которая подготавливала оборонительные рубежи в районе Кривого Рога, а с августа вела боевые действия в составе Южного фронта. С 13 августа 1941 года полковник И. А. Шевченко попал в окружение в районе Кривого Рога, из которого вышел 18 августа переодетым и без документов, после чего находился в распоряжении отдела кадров Южного фронта и 22 августа назначен на должность начальника штаба 99-й стрелковой дивизии, которая 8 октября того же года попала в окружение в районе Большого Токмака, из которого полковник И. А. Шевченко через неделю вышел в районе с. Марьинка (Сталинская область) переодетым и без документов.
15 октября назначен на должность начальника штаба 383-й стрелковой дивизии, которая вела боевые действия в районе Сталино и на реке Миус в районе города Красный Луч, после чего принимала участие в ходе Донбасской оборонительной и Ростовской наступательной операций.
12 февраля 1942 года полковник И. А. Шевченко был контужен, однако уже 19 февраля переведён на должность командира 335-й стрелковой дивизии, которая вела боевые действия в районе Черкасское и Славянск, в мае участвовала в ходе Харьковской операции, а затем — в Воронежско-Ворошиловградской оборонительной операции, в ходе которой 13 июля полковник И. А. Шевченко в бою юго-западнее Миллерово был контужен и 14 июля в районе села Верхняя Тарасовка попал в плен, из которого уже 18 июля совершил побег и 2 сентября вышел в расположение 102-й стрелковой дивизии в районе дер. Кумовка на Дону, после чего направлен в распоряжение Северной группы войск Закавказского фронта.
9 сентября 1942 года назначен командиром 417-й стрелковой дивизии, которая вскоре принимала участие в ходе Нальчикско-Орджоникидзевской оборонительной операции и битвы за Кавказ, а также в освобождении городов Моздок и Тихорецк.
26 января 1943 года И. А. Шевченко назначен заместителем командующего 9-й армией в составе Северо-Кавказского фронта, которая вскоре участвовала в Краснодарской и Новороссийско-Таманской наступательных операциях. В октябре 9-я армия была выведена в резерв фронта, в ноябре управление армии расформировано, а генерал-майор И. А. Шевченко направлен в распоряжение Главного управления кадров НКО.
В конце декабря 1943 года назначен на должность заместителя командующего 22-й армии, после чего принимал участие в ходе Ленинградско-Новгородской, Мадонской и Рижской наступательных операций и затем в ликвидации группы войск противника на Курляндском полуострове.

### Послевоенная карьера
3 сентября 1945 года назначен на должность заместителя командующего войсками Таврического военного округа по вузам.
В феврале 1946 года переведён в Военную академию имени М. В. Фрунзе на должность старшего преподавателя кафедры общей тактики, 18 апреля 1947 года — на должность старшего преподавателя по оперативно-тактической подготовке — тактического руководителя учебной группы курсов усовершенствования командиров стрелковых дивизий при этой же академии, а 10 ноября 1949 года — вновь на должность старшего преподавателя кафедры общей тактики. С июля 1951 года служил заместителем начальника курсов усовершенствования командиров стрелковых дивизий при этой же академии по учебной работе, а с сентября 1953 года — заместителем начальника высших академических курсов по учебной работе — начальником учебной части.
Генерал-майор Иван Афанасьевич Шевченко 17 января 1955 года вышел в запас. Умер 17 апреля 1980 года в Москве. Похоронен на Ваганьковском кладбище.

## Награды
- Орден Ленина (19.11.1951);
- Три ордена Красного Знамени (02.04.1943, 20.06.1949, 20.04.1953);
- Орден Кутузова 2 степени (25.10.1943);
- Орден Богдана Хмельницкого 2 степени (29.06.1945);
- Орден Красной Звезды (03.11.1944);
- Медали.